# Bengt Wittgren
Bengt Anders Wittgren, född 21 mars 1960 i Hedemora församling, är en svensk museolog och museiman. 
Bengt Wittgren har arbetat vid Murberget Länsmuseet Västernorrland sedan 1986, men var anställd vid Kulturrådet under åren 1998 till 2001.
Han blev i september 2012 vald på två år som en av sex Europeana Network Officers.
Wittgren disputerade för filosofie doktorsexamen 2013 vid Umeå universitet på avhandlingen Katalogen – nyckeln till museernas kunskap? – Om dokumentation och kunskapskultur i museer.
Wittgren är spelman och blev riksspelman 1983 samt tilldelades polskmärket i guld 2016.

### Fotnoter
1. ↑  Sveriges befolkning 1990
2. ↑  Europeana Network Arkiverad 17 oktober 2013 hämtat från the Wayback Machine.